# Carla Filipcic
Carla Filipcic Holm (Buenos Aires, Argentina, 1977) es una soprano argentina con actuaciones nacionales y en el ámbito lírico internacional.
Cursó la carrera de canto en el IUNA con Marta Blanco. Egresada del Instituto Superior de Arte del Teatro Colón y de la Hochschule für Musik de Nürnberg, se. perfeccionó Con Siegfried Jerusalem y Reiner Goldberg. Fue ganadora de la Beca de estudios del Fondo Nacional de las Artes.
En el Teatro Colón de Buenos Aires debutó en la temporada 2006 como Fiordiligi en Così fan tutte de Mozart, seguida por Crysotemis en Elektra de Richard Strauss, Margarita en Mefistofele de Arrigo Boito, Elettra en Idomeneo de Mozart, Ariadna en Ariadne auf Naxos de Richard Strauss, El Cónsul de Gian Carlo Menotti, Einstein on the Beach de Philip Glass y Hanna Glawari en La viuda alegre.
En Vlaanderen y Montevideo cantó el protagónico de Tristan e Isolda de Richard Wagner, en el Teatro Municipal de San Pablo fue la Mariscala de El caballero de la rosa de Richard Strauss, , Marietta en La ciudad muerta de Korngold en un repertorio que incluye Donna Anna, Donna Elvira, Vitellia, Elisabetta de Valois, Magda Sorel, Tatiana, Suor Angelica, Agathe, Agrippina y Elisabeth de Tannhäuser.
Es solicitada recitalista de cámara. Ha sido solista en los ciclos de la Orquesta Estable y la Orquesta Filarmónica de Buenos Aires, dirigida por Stefan Lano, Stefano Ranzani, György Ráth y Enrique Diemecke.
Actuó en Carnegie Hall,David Geffen Hall en Nueva York y en el Kunsthalle vienés.

## Premios
- Premio Clarín Revelación en Música Clásica 2004
- Primer Premio Bienal Festivales Musicales 2005
- Premio Mejor Cantante Femenina 2010, 2019 y 2023 por la Asociación de Críticos Musicales
- Premio Konex 2019. [8]